# Gratis versus libre
Gratis versus libre — различие между двумя понятиями английского прилагательного «free», которое переводят как «свободный», «бесплатный» или «открытый». Впервые термины gratis («свободный») и libre («открытый») использовали сторонники свободного программного обеспечения для разделения свободного и открытого ПО в 1988 году. Понятием gratis обозначали фундаментальную этику и свободу пользователя в копировании, изучении, применении и изменении программного обеспечения, а термином libre — практические аспекты пользования открытыми лицензиями. Несмотря на идеологические и философские различия между концепциями, оба термина характеризуют об одних и тех же проблемах в сфере движения за свободное ПО. По этой причине, их часто называют собирательным понятием «свободное и открытое программное обеспечение».
Термины gratis и libre также используют в более широком контексте движения за открытый доступ. Под gratis понимают бесплатно доступные для чтения работы, а libre — труды, которые пользователи могут повторно использовать, копировать или изменять, согласно правилам используемых автором открытых лицензий.

## Этимология
В английском языке слово free употребляют в трёх основных значениях — бесплатный, свободный и открытый. В некоторых случаях грань между трактовками имеет существенное значение, поэтому для обозначения различий используют термины gratis и libre. Согласно словарю Уэбстера, gratis происходит от латинского grātia или «благосклонность». В настоящее время gratis используется в английском как прилагательное и наречие, обозначающее «бесплатно». Libre происходит от латинского līber или «состояние свободы». В настоящее время libre считается устаревшим словом. В испанском и французском языках libre означает «свободный» в том же смысле, что и «свобода».

## Движение за свободное программное обеспечение

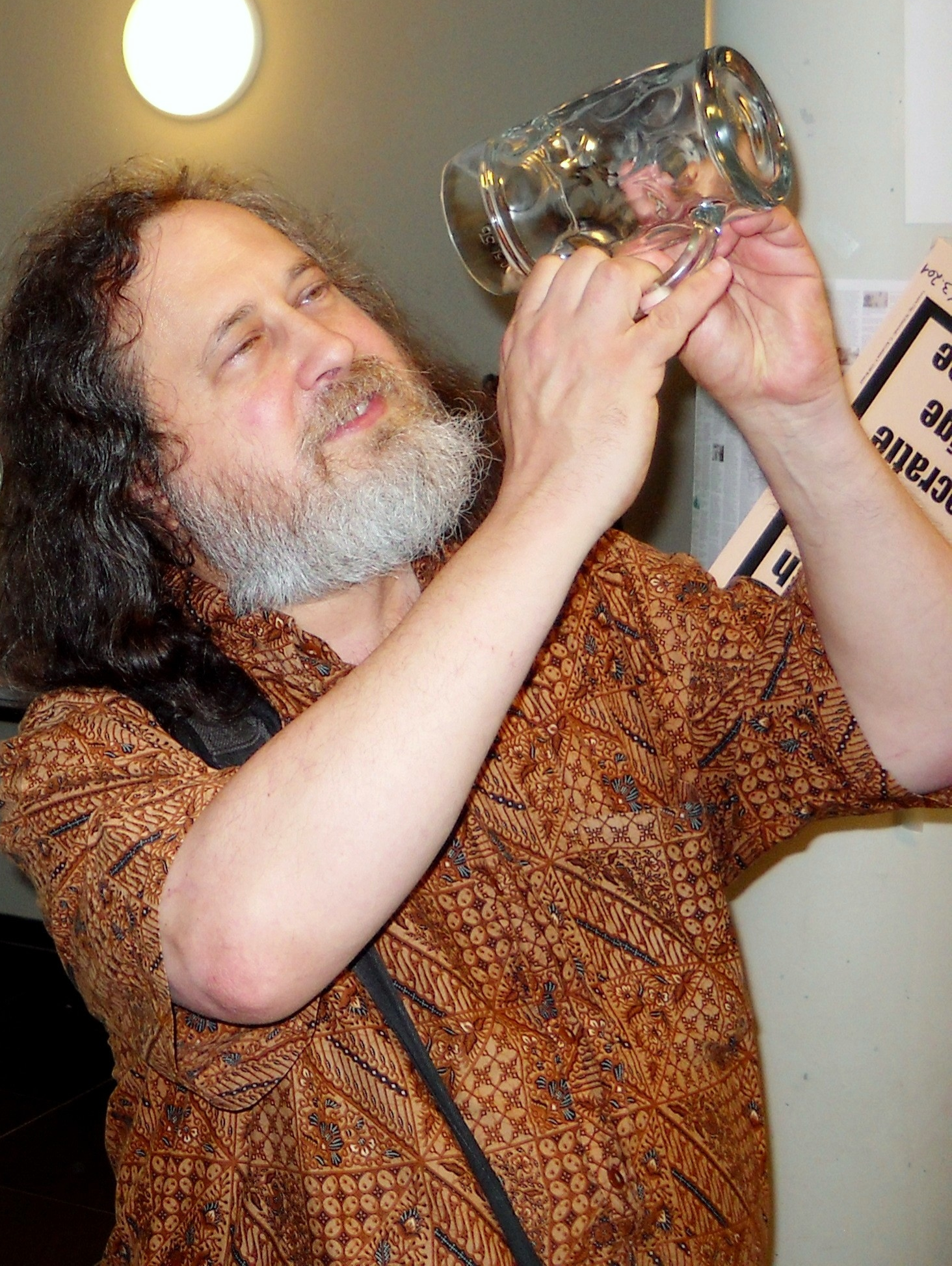
Ричард Столлман демонстрирует своё выражение «Бесплатный как пиво». Брюссель, 2013 год

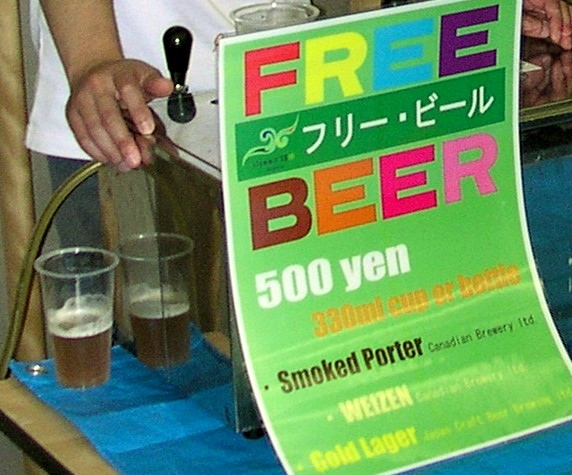
Распродажа Vores Øl на конференции Isummit 2008. Рецепт и лейбл пива распространяется через лицензии и инструменты Creative Commons. Баннер иллюстрирует концепцию «свободный как свобода слова, а не как бесплатное пиво», поскольку пиво продается за 500 йен. Япония, 2008 год

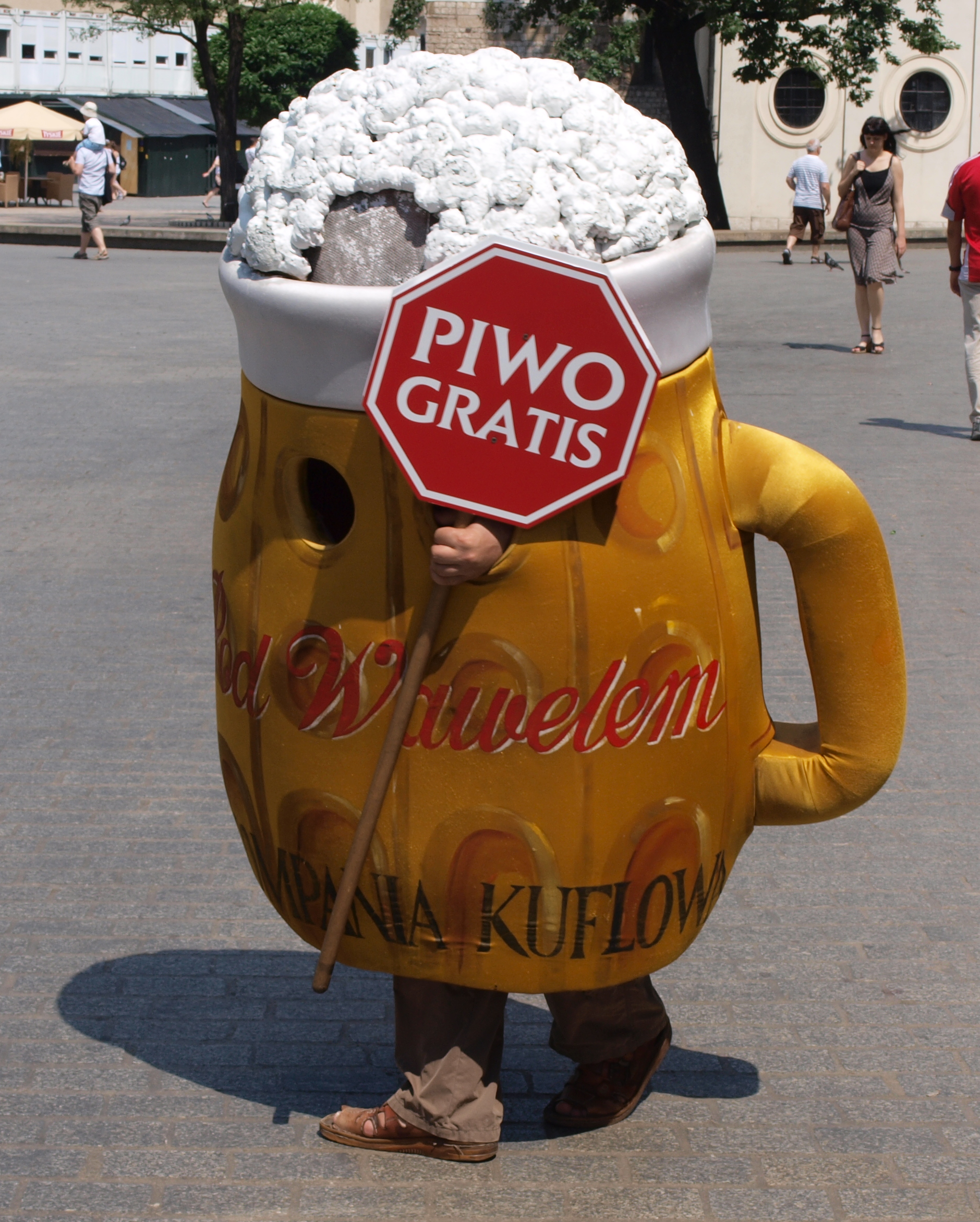
Рекламный талисман в форме кружки пива с табличкой «Piwo gratis» (по-польски «бесплатное пиво») в центре Кракова. Рекламное пиво раздаётся бесплатно

С развитием компьютерных технологий в 1980-е годы сформировалось движение за свободное программное обеспечение, сторонники которого выступали за получение и предоставление определённых свобод для пользователей. В 1984 году программист и идеолог движения Ричард Столлман запустил проект свободного ПО — GNU. Спустя год в Бостоне был основан Фонд свободного программного обеспечения, деятельность которого была направлена на поддержку движения и проекта GNU в частности. Уже в то время сторонники движения понимали неоднозначность используемого термина «free software», которое может обозначать как «свободное», так и «бесплатное» ПО. Чтобы внести ясность, Столлман даже придумал ставшее крылатым выражение «свободный как свобода слова, а не как бесплатное пиво». В 1986 году Столлман, на тот момент возглавляющий Фонд свободного программного обеспечения, определил четыре основные «свободы» в контексте программного обеспечения:
- свобода запускать программу так, как хочется пользователям;
- свобода изучать исходный код программы и изменять его так, чтобы программа работала в соответствии с пожеланиями;
- свобода распространять точные копии программы среди других пользователей;
- свобода вносить вклад в сообщество, и улучшать программу, и анонсировать её улучшения публично.

Цель движения за свободное программное обеспечение — сделать все программы свободными. Тогда свободными станут и их пользователи. Почему так важны наши четыре свободы? У каждой есть свое обоснование. Свобода номер два, свобода помогать другим — это нравственный закон. Если вы используете программу без такой свободы, вы рискуете столкнуться с нравственной дилеммой. Представьте, что хороший друг попросил у вас копию программы. Вам придется выбирать из двух зол. Первая из зол — дать копию и нарушить лицензию. Вторая из зол — отказать другу и соблюсти лицензию. Если вы оказались в такой ситуации, выбирайте наименьшее зло. Позвольте другу скопировать программу.Идеолог движения за свободное программное обеспечение Ричард Столлман
В 1988 году выделилась подгруппа людей, считающих, что определение «свободное программное обеспечение» (free software) недостаточно чётко и ясно обозначает цели движения. В качестве альтернативы они выдвинули концепцию open software или открытое программное обеспечение.
В их число вошли программисты и хакеры Эрик Реймонд, Тим О’Райли, Линус Торвальдс, Том Пэукуин, Джейми Завински, Ларри Уолл, Брайан Белендорф, Самир Парех, Эрик Оллман, Грег Олсен, Пол Викси, Джон Аустерхаут, Гвидо ван Россум, Филипп Циммерман, Джон Гилмор. Согласно концепции open software, разработчики могут публиковать своё ПО с открытой лицензией, так, что любой пользователь может разработать такую же программу или понять внутреннюю логику работы. Наподобие определённым Столлманом «свободам», сторонники open software предложили десять критериев для того, чтобы ПО считалось открытым:
- бесплатное распространение — лицензия должна позволять пользователям распространять программное обеспечение;
- исходный код должен быть свободным и доступен разработчикам;
- лицензия должна разрешать внесение изменений в программное обеспечение для распространения по той же лицензии;
- исходный код автора должен сохраняться согласно применённой лицензии;
- отсутствие дискриминации в отношении лиц или групп лиц;
- отсутствие дискриминации в сферах деятельности — включая коммерческие или противоречивые попытки использования;
- распространение лиценизии — при распространении программы должна сохраняться прежняя лицензия;
- лицензия не должна относиться к конкретному продукту — программа может быть извлечена из более крупного дистрибутива и использоваться по той же лицензии;
- лицензия не должна ограничивать другое программное обеспечение;
- лицензия должна быть технологически нейтральной — лицензия не может ограничивать использование программы для любого индивидуального интерфейса или платформы.

Разница между понятиями свободное (gratis) и открытое (libre) программное обеспечение была глубже, чем просто лингвистический нюанс, и вскоре стала отражать разные философские взгляды сторонников движения, несмотря на то, что оба понятия обращаются к одной и той же категории программ. Если Gratis Software уделяет внимание фундаментальной этике и свободе пользователя по копированию, изучению, изменению и улучшению ПО, то Libre Software больше определяет практические аспекты пользования подобными лицензиями — методологии открытого кода. Несмотря на идеологические различия, оба понятия отражают и обозначают одни и те же проблемы в сфере информатики. По этой причине их часто называют собирательным термином, таким как «свободное и открытое программное обеспечение».

## Движение за открытый доступ
Термины gratis и libre также применяют для разделения терминологии в движении за открытый доступ. Принятая в 2002 году Будапештская инициатива открытого доступа сформулировала основные принципы движения и определила два основных способа достижения ОД — зелёный и золотой. Под первым понимают процесс самоархивирования — публикацию работ в традиционных коммерческих журналах с одновременным размещением материалов в открытых источниках, например, крупных репозиториях (arXiv.org, PubMed Central и других). Научные работы могут быть размещены как в финальной версии, так и в форме препринтов. При выборе золотого пути исследователи публикуют статьи в специализированных журналах открытого доступа, при котором работа становятся немедленно доступной после публикации. Публикация статьи, которая может стоить несколько тысяч долларов США, чаще всего оплачивается из бюджета грантодателя или работодателя.
В 2008 году идеолог движения Петер Субер опубликовал статью в информационном бюллетене Коалиции академических ресурсов и научных изданий, в которой предложил использовать gratis и libre в дополнение к уже существующей классификации, чтобы определить права читателя в отношении работ в открытом доступе. По аналогии с движением за открытое программное обеспечение, первый термин подразумевает бесплатное использование, а второй — свободное. Gratis Open Access относится к тем статьям или научным работам, которые доступны на онлайн-платформах бесплатно. Подобная модель публикации позволяет читателю бесплатно прочитать работу, но не разрешает повторное использование, копирование или изменение содержания каким-либо образом, кроме «справедливого» использования (с должным цитированием). В свою очередь, Libre Open Access — это система, в рамках которой научные публикации не только доступны бесплатно на онлайн-платформах, но также могут быть повторно использованы, согласно правилам используемых автором открытых лицензий. Это понятие отражает идею «свободной культуры» учёного-правоведа и политического активиста Лоуренса Лессига, идущей вразрез с традиционной системой, в которой «создатели могут творить только с разрешения сильных мира сего или создателей из прошлого». Концепция libre лежит в основе всех основополагающих деклараций открытой науки — Будапештской инициативы, Берлинской декларации об открытом доступе к знаниям в области естественных и гуманитарных наук, Бетесдском заявлении об открытом доступе к публикациям. Каталог журналов открытого доступа принимает только журналы, работающие по системе libre open access. Таким образом, gratis подразумевает устранение ценовых барьеров к публикации, а libre — как ценовых, так и ограничений на использование.
Различие gratis и libre в отношении к работам в открытом доступе применяется по отношению к свободе пользования тем или иным материалом и тому, как публикация будет использоваться конечными пользователями. В свою очередь, зелёный и золотой пути ОД применяют по отношению к способу публикации работы. Хотя оба могут применять любой способ, зелёный преимущественно является gratis, а золотой — libre. Подобное разделение представляет особую важность из-за отсутствия ясности в отношении определений открытого доступа — многие коммерческие журналы позволяют авторам самоархивирование и одновременно с этим предоставляют открытый доступ к архивным материалам. На практике многие работы могут пересекаться и быть доступны для чтения онлайн, но не для загрузки или печати. Журналы открытого доступа ранжируются от просто gratis к полностью libre.